# Turkish Ladies Open
Het Turkish Ladies Open is een open golftoernooi van de Ladies European Tour. Het toernooi wordt op de National Golf Club Antalya in Belek gespeeld.
De eerste editie vond plaats in 2008. Deze werd met een voorsprong van twaalf slagen gewonnen door de Zweedse Lotta Wahlin.
In 2009 lieten de sponsors het afweten maar in 2010 was het toernooi terug op de agenda. Christel Boeljon eindigde toen op de 2de plaats.
In 2011 behaalde Christel Boeljon haar eerste overwinning op de Europese Tour. Marjet van der Graaff eindigde met +6 op de 14de plaats. Boeljon is de eerste Nederlandse winnares op de Ladies Tour sinds Liz Weima in 1994 op Het Rijk van Nijmegen won. Ze klom hiermee naar de 3de plaats van de Order of Merit. In 2012 verdedigde ze haar titel met succes.

## Winnaressen
| Jaar                                  | Winnares                              | Score                                 | Score                                 | Runner(s)-up                                     | Score                                 | Score                                 |
| Garanti American Express Turkish Open | Garanti American Express Turkish Open | Garanti American Express Turkish Open | Garanti American Express Turkish Open | Garanti American Express Turkish Open            | Garanti American Express Turkish Open | Garanti American Express Turkish Open |
| ------------------------------------- | ------------------------------------- | ------------------------------------- | ------------------------------------- | ------------------------------------------------ | ------------------------------------- | ------------------------------------- |
| 2008                                  | Lotta Wahlin                          | 285                                   | −7                                    | Johanna Westerberg Stacy Lee Bregman Paula Martí | 297                                   | +5                                    |
| 2009                                  | Niet gespeeld                         | Niet gespeeld                         | Niet gespeeld                         | Niet gespeeld                                    | Niet gespeeld                         | Niet gespeeld                         |
| Turkish Airlines Ladies Open          |                                       |                                       |                                       |                                                  |                                       |                                       |
| 2010                                  | Melissa Reid                          | 216                                   | −3                                    | Christel Boeljon Iben Tinning                    | 218                                   | -1                                    |
| Turkish Airlines Turkish Ladies Open  |                                       |                                       |                                       |                                                  |                                       |                                       |
| 2011                                  | Christel Boeljon                      | 287                                   | −5                                    | Florentyna Parker Becky Brewerton                | 290                                   | -2                                    |
| Turkish Airlines Ladies Open          |                                       |                                       |                                       |                                                  |                                       |                                       |
| 2012                                  | Christel Boeljon                      | 285                                   | −7                                    | Ursula Wikström                                  | 288                                   | -4                                    |
| 2013                                  | Lee-Anne Pace                         | 289                                   | −3                                    | Minea Blomquist Charley Hull Carlota Ciganda     | 290                                   | -2                                    |
| Turkish Ladies Open                   |                                       |                                       |                                       |                                                  |                                       |                                       |
| 2014                                  | Valentine Derrey                      | 212                                   | -7                                    | Malene Jørgensen                                 | 214                                   | -5                                    |